# Беспорядки в Косове (1981)
Беспорядки в Косове 1981 года (серб. Немири на Косову 1981, алб. Demonstratat e `81-shit) — многочисленные вооружённые столкновения между косовскими албанцами и силами Югославской народной армии, которые происходили в марте-апреле 1981 года в югославском автономном крае Косово. Противостояния проходили под лозунгами албанских националистов, которые требовали немедленного выхода Косова из состава СФРЮ. Выступления были разогнаны полицией и силами ЮНА, в результате столкновений были убиты около 12 человек, более 4200 были арестованы. Конфликт стал началом многочисленных антисербских и проалбанских выступлений в южной части СФРЮ, которые стали предпосылками к отделению Косова от Югославии.

## Предыстория

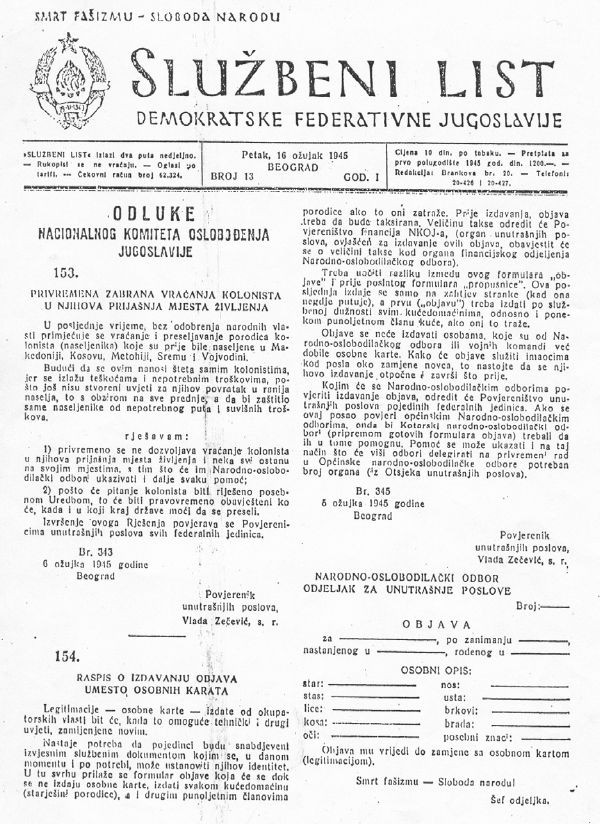
Запрет сербам и черногорцам возвращаться в Косово и Метохию, Срем и Воеводину

В годы Второй мировой войны территории Косова и Метохии были оккупированы Италией и включены в состав Албании, после чего, по разным данным, от 100 до 200 тысяч сербов покинули эти земли по причине антисербских акций албанского руководства. На их место из Албании переселились от 70 до 100 тысяч албанцев. После освобождения в 1944 году Народно-освободительная армия Югославии столкнулась с серьезным сопротивлением косовских албанцев. К июлю 1945 года их отряды были разгромлены или вытеснены в соседние страны. Стремясь стабилизировать ситуацию на фоне включения Косова в состав Сербии, глава югославских коммунистов Иосип Броз Тито запретил изгнанным сербам возвращаться в Косово и пообещал рассмотреть вопрос о возможном объединении Югославии с Албанией.
Между тем, косовские албанцы продолжали выражать недовольство. Лидер Албании Энвер Ходжа писал в ЦК ВКП (б) в 1949 году: «Демократические и национальные права албанского национального меньшинства Косова и Метохии совершенно не соблюдаются. Никакой связи с Албанией!». Предоставление Косову автономии и открытие там албанских школ Ходжа расценил как демагогию, так как «идеал — соединение с Албанией — остался неосуществленным».
До середины 1960-х гг. ситуация в крае была под надзором Службы государственной безопасности, которую возглавлял один из ближайших соратников Тито Александр Ранкович. При Ранковиче госбезопасность жестко репрессировала албанцев, хранящих оружие и поддерживавших связи с Албанией, а также тех, кто только подозревался в этом. После его отставки, по мнению американского историка Крейга Нейшна, в крае сложились условия для более свободных проявлений инакомыслия, а дальнейшая суверенизация Косова сделала возможным дискриминацию сербского меньшинства албанцами.
Новым шагом в автономизации Косова и Метохии стало принятие Югославией Конституции 1963 года. Согласно ее положениям, национальные меньшинства стали именоваться народностями, а автономные области получили статус краев. В 1969 году название края было изменено на Автономный край Косово.
В 1966 году республиканское МВД Сербии сообщало:
В средних школах, средних специальных заведениях, гимназиях и учительских школах молодежи легально преподают национализм. Враждебность растет. И таких акций в последнее время становится все больше — организация бойкота, нападения на лиц черногорской и сербской национальности, угрозы и принуждения к отъезду с этой территории, открытые враждебные выступления в общественных местах
В это время руководство косовских коммунистов во главе с Фадилем Ходжей требовало от федеральных властей равноправия языков народов и народностей в стране, переименования Устава автономного края в Конституцию, определения СФРЮ как содружества равноправных народов и народностей, создания в крае Конституционного суда.

Автономный край Косово в составе Сербии на карте СФРЮ, 1974—1990 года

В 1968 году в Косове и Македонии произошли выступления албанской молодежи. Демонстранты требовали дать краю статус республики, принять новую конституцию, объединить территории с албанскими населением в разных республиках. Демонстрации были разогнаны силами полиции. Служба государственной безопасности СФРЮ отмечала, что в этот период в крае росли националистические настроения, охватывавшие слои интеллектуалов, студентов и даже школьников. Позиции албанских националистов усилились с ростом автономии а также после проведения ряда мер, среди которых были разрешение на использование албанских национальных символов, начало научного и культурного сотрудничества с Албанией и т. д. По данным профессора Ф. Агани, демонстрациями предшествовали «конституционные дискуссии» в СФРЮ, где было озвучено требования сделать Косово республикой. Под давлением албанцев край покидали сербы и черногорцы. По данным российского историка Елены Гуськовой, в период с 1961 по 1980 гг. из края уехали 92 197 сербов и 20 424 черногорца. По данным Сербской православной церкви, основным мотивом оставления края сербами были рост напряженности и давление со стороны местных албанцев. В то же время некоторые западные исследователи писали, что причины эмиграции 90 000 сербов из Косова были в основном экономическими. Схожее мнение об экономических причинах исхода сербов высказала российский историк Нина Смирнова, которая также в качестве причины исхода указывала на «потерю привилегированного положения» рядом сербов, а также на выезд из края замешанных в злоупотреблениях чиновников и полицейских. На их места переселялись албанцы из Македонии, Черногории и Южной Сербии.
Глава ЦК СК Сербии Марко Никезич отмечал, что проблему Косова нужно решать развитием экономики, борьбой с отсталостью и бедностью, предоставлением албанцам тех же прав, которыми обладали другие народы в Югославии. В то же время он выступал за решительное противодействие национализму.
Принятие новой Конституции в 1974 году увеличило степень автономности краев, они получили большую политическую и экономическую самостоятельность. При этом, будучи в составе СР Сербии, края имели почти те же права, что и сама Сербия в рамках Югославии. Косово и Воеводина могли блокировать любое решение Сербии, в то время как Сербия не могла влиять на решения своих автономных краев. Руководящие органы Косова подчинялись республиканским властям только в том случае, если считали это выгодным для себя.
Фадиль Ходжа отмечал, что албанский народ имеет право объединиться в одно государство и необходимо бороться за это объединение. По его мнению, именно из Косова, а не из Албании, поступают импульсы к такому объединению. По словам Ходжи, так было и при Османской империи, и во время Балканских войн, и с Косовом были связаны значительные даты в истории албанского народа.
1970-е годы характеризовались продолжавшейся межнациональной напряженностью и ростом активности албанских националистических организаций, среди которых выделялось «Движение за национальное освобождение Косова». Оно поддерживало националистически настроенные круги среди албанских студентов, которые занимались в основном пропагандой и распространением листовок и запрещенной литературы. Один из лидеров албанских националистов в 1980-е Хидает Хисени писал, что акции студентов были «видом постоянного движения албанцев за национальное освобождение и равноправие с другими народами в той Югославии». Кроме непосредственно Косова националистические организации албанцев действовали также в Македонии и странах Европы.

## Хроника событий
Албанские националисты, которые были готовы к активным действиям, ожидали подходящего повода. Благоприятные условия начали складываться для албанцев уже после смерти Иосипа Броза Тито, который всё-таки мог сдерживать ситуацию. Ни один из его преемников не обладал достаточными морально-волевыми качествами и жёстким характером, чтобы предотвратить вооружённое восстание или бунт албанских активистов. Долгожданным поводом для демонстрации стал бунт студентов Приштинского университета: 11 марта 1981 группа студентов вышла на улицы Приштины с осуждениями качества жилья и обслуживания студентов в университете (по их словам, в общежитиях были ужасные условия, а в столовой кормили некачественной пищей). Митинг был разогнан милицией, что и спровоцировало албанцев на дальнейшие выступления.
Дальнейшие митинги открыто организовывались под лозунгами «Косово — это республика», «Косово для косовцев», «Мы албанцы, мы не югославы», «Свобода, равноправие и демократия», «В единстве с Албанией», «Да здравствует марксизм-ленинизм, долой ревизионизм» и другими. В них принимали участие не только недовольные студенты, но и обычные рабочие, крестьяне, безработные, милиционеры, военные и даже члены компартии. Вскоре начались погромы: большая часть сёл в Косово, где проживали сербы, была сожжена дотла, а оттуда устремлялись в Социалистическую Республику Сербию потоки беженцев. С флагштоков в разных городах албанцы начали срывать флаги Югославии и поднимать флаги Албании. Де-факто поддержку сепаратистам оказывала Албания, чем был возмущён посол Бранко Коматина, открыто обвинявший руководство Албании в помощи бунтующим.  16 марта 1981 года произошёл поджог монастыря Печской патриархии, в результате которого пострадало 30 человек. Пожар охватил три комнаты на крыше, общая площадь возгорания составила 10 квадратных метров. Огнём были охвачены часовня, покои патриарха, сестринские покои и несколько церковных лавок. Пожарная служба из Печа не смогла справиться с огнём, поскольку воды в каких-либо сосудах для тушения не было обнаружено. Только к вечеру пожар был полностью потушен (к тому моменту монастырь сгорел дотла).
26 марта 1981 года состоялась самая крупная акция протеста в рамках этих событий под названием «Эстафета молодёжи». Демонстранты вышли на улицы Приштины, выкрикивая различные политические и социальные лозунги антиюгославского характера. Милиция СФРЮ отреагировала жёстко на эти действия и разогнала митингующих, ранив более 30 человек. В течение следующих трёх дней по всему краю Косово прокатилась волна арестов, однако 30 марта к протестам присоединились студенты трёх крупнейших факультетов Приштинского университета. 1 апреля 1981 волнения возобновились, по краю прокатились сербские погромы. К протестам и погромам вскоре присоединились и рабочие почти всех промышленных предприятий САК Косово. Поскольку милиция уже не была в состоянии остановить эти беспорядки, было принято экстренное решение привлечь вооружённые силы СФРЮ к операции усмирения бунтующих. Милиция всех шести федеративных республик и автономного края Воеводины была приведена в повышенную боеготовность во избежание аналогичных протестов албанских общин. По данным югославской стороны, албанцы безнаказанно сжигали сербские сёла, истребляли мирное население и даже брали сербов в заложники в Приштине.
Силы ЮНА отправили несколько бронетанковых подразделений в Приштину, и танкисты даже открыли огонь по протестующим. Стрельба по протестующим вызвала столько шума и паники, что по стране мгновенно разлетелась фраза «Приштина горит!». Несмотря на усилия ЮНА, только привлечение дополнительных милицейских отрядов позволило подавить албанские выступления и освободить почти всех взятых в заложники сербов. Фраза о Приштине, которая оказалась в буквальном смысле в огне, была близка к истине: во всех крупных городах Косова были разбиты витрины, сожжены автомобили и повреждены разнообразные здания. Президиум СФРЮ и ЦК Союза коммунистов Югославии собрались на экстренное совещание в Белграде. По итогам совещания в Косове объявили чрезвычайное положение и привели армию в полную боеготовность, мобилизовав резервистов.
3 апреля 1981 аналогичные акции протеста прошли в Вучитрне, Косовской Митровице и Урошеваце. Однако там силы милиции при помощи федеральных, государственных и провинциальных сил правопорядка решительно подавили эти выступления. Таким образом, попытка отделения Косова в 1981 году потерпела крах. В результате беспорядков были убиты по крайней мере 8 человек, среди которых были студенты-организаторы мартовской демонстрации и мирные жители. Около 2000 человек были задержаны. Большинству были предъявлены обвинения по статье 133 Уголовного кодекса СФРЮ, и примерно 250 человек были приговорены к различным тюремным срокам (от года до 15 лет тюрьмы). Ещё столько же были приговорены к штрафам и двухмесячным арестам за публичные оскорбления и призывы к свержению власти. Согласно позиции югославской стороны, ссылающейся на местные слухи, жертвы среди мирного населения возникли из-за беспорядочной стрельбы протестующих, которые по неосторожности застрелили несколько своих единомышленников.

## Дальнейшие события
После окончания беспорядков подразделения ЮНА, задействованные в Косове и Метохии, вернулись к прежней организационно-штатной структуре. Сербский военный исследователь Боян Димитриевич писал, что события в Косове заставили югославское военное руководство задуматься о возможности применения армии на своей территории с целью поддержания порядка и предотвращения возможных мятежей.
События в крае вызвали серьезное беспокойство среди югославского руководства. В апреле 1981 года на заседании Президиума СФРЮ и Союзного совета по защите конституционного порядка,
Л. Колишевский заявил:
Мы должны до конца осознавать ошибочность и крайнюю реакционность тезиса – чем слабее Сербия, тем сильнее Косово (или какая-либо другая наша республика). Также как и тезис – чем меньше автономность Косово в составе Сербии, тем сильнее Сербия. Это можно сказать и о тезисе – слабая Сербия – сильная Югославия

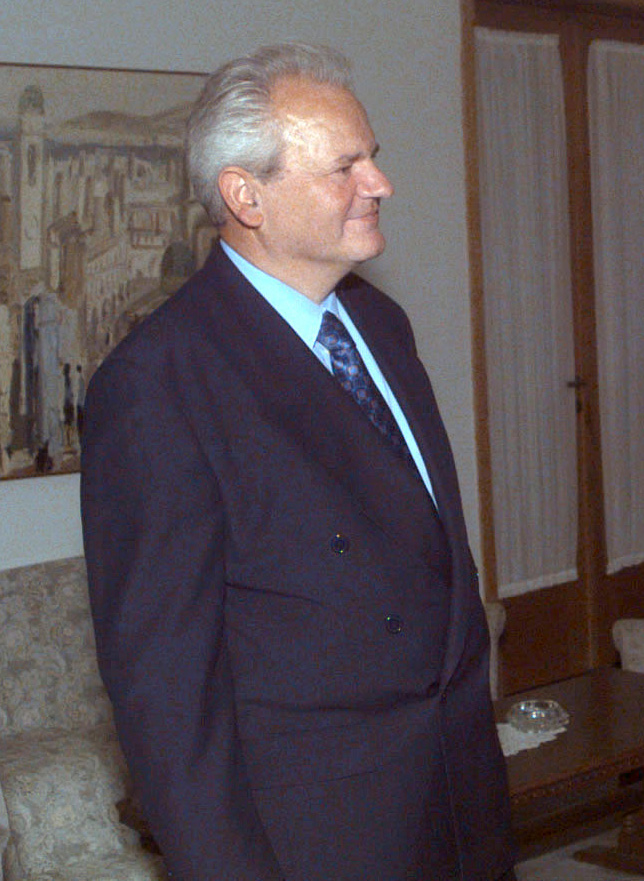
Милошевич стал первым главой сербских коммунистов, открыто поддержавшим сербов Косова и Метохии

По мнению К. В. Никифорова, беспорядки в Косове стали основной причиной изменения настроений в среде сербской оппозиционной интеллигенции. Если раньше она придерживалась общеюгославских демократических идей и считала югославскую федерацию лучшим решением сербского вопроса, то после событий в Косове она начала все больше ориентироваться на национальные идеи и видеть в Югославии механизм для подавления всего сербского.
Напряженность в Косове негативно сказывалась на югославской экономике и подпитывала политико-идеологический кризис. Кроме албанских выступлений, внимание привлекали также косовские сербы, чье положение в крае постепенно ухудшалось. Для того, чтобы обратить на себя внимание, представители живущих в Косове сербов начали инициировать коллективные петиции в вышестоящие органы власти и организовывать марши протеста на Белград. Спустя некоторое время югославские власти сформировали рабочую группу во главе с представителем Словении в Президиуме ЦК СКЮ Миланом Кучаном. В апреле 1986 года край также посетил Иван Стамболич, глава Президиума СР Сербии. Он отметил, что протесты местных сербов оправданы, но в то же время предостерег их от связи с теми, кто ими манипулирует.
24 апреля 1987 года край посетил новый глава Центрального комитета Союза коммунистов Сербии Слободан Милошевич. Во время его встречи с краевым руководством в Косово-Поле близ здания, где шли переговоры, произошла стычка между сербскими демонстрантами и состоящей из албанцев милицией, охранявшей встречу. Милошевич вышел к демонстрантам и произнес ставшую впоследствии знаменитой фразу: «Никто не смеет вас бить». Выступая перед сербскими демонстрантами, Милошевич критиковал как албанский, так и сербский национализм, однако с того момента в глазах многих сербов он стал выглядеть главным защитником сербских интересов в Югославии и в Косове в частности. По мнению К. В. Никифорова, встречи Милошевича с косовскими сербами оказали на него значительное влияние, с этого момента он встал во главе массового национального движения сербов.
Осенью 1988 — зимой 1989 года Милошевич благодаря в значительной степени инспирированным акциям протеста против местной бюрократии поменял руководство Воеводины, Косова и Черногории на своих ставленников. В конце марта 1989 года новые краевые скупщины приняли поправки к конституциям своих автономных краев. 28 марта их одобрила Скупщина СР Сербии. Согласно принятым поправкам, автономные края Воеводина и Косово и Метохия потеряли атрибуты государственности, были сужены полномочия их органов власти. Фактически, произошел возврат к нормам югославской конституции 1963 года. Изменение положения Косова спровоцировало усиление непрекращающихся волнений албанского населения края. 1989 год ознаменовался самыми значительными беспорядками в крае с 1945 года. По данным Human Rights Watch, жертвами столкновений с полицией стали 24 человека.
Бутрос Бутрос-Гали так описывал последствия поправок к конституциям СР Сербии и её автономных краёв:
Большое число государственных служащих из числа албанцев в Косове подали в отставку, а другие были уволены и заменены лицами из других частей Сербии. Как утверждают, таким образом до 100 тысяч человек были сняты со своих должностей в государственных и краевых административных органах, школах и государственных предприятиях.